# 이승관
이승관(1999년 12월 1일 ~ )은 전 KBO 리그 한화 이글스의 투수이다.

## 한국 프로야구 시절

### 한화 이글스시절
2018년에 입단하였다.

### 상무 야구단시절
2019년에 입단하였다.

### 한화 이글스복귀
2020년에 복귀하였다. 2021년 5월 12일 NC 다이노스와의 경기에 구원 등판하며 데뷔 첫 경기를 치렀고, 경기에서 1이닝 무실점을 기록했다.

## 호주 프로야구 시절
2022년에 질롱 코리아에 입단하였다.

## 통산 기록
| 연도 | 팀명  | 평균자책점 | 경기 | 완투 | 완봉 | 승 | 패 | 세 | 홀 | 승률  | 타자 | 이닝 | 피안타 | 피홈런 | 볼넷 | 사구 | 탈삼진 | 실점 | 자책점 |
| ---- | ----- | ---------- | ---- | ---- | ---- | -- | -- | -- | -- | ----- | ---- | ---- | ------ | ------ | ---- | ---- | ------ | ---- | ------ |
| 2021 | 한화  | 27.00      | 8    | 0    | 0    | 0  | 2  | 0  | 2  | 0.000 | 44   | 5⅔   | 11     | 1      | 16   | 0    | 5      | 20   | 17     |
| 2022 | 한화  | 10.72      | 7    | 0    | 0    | 0  | 0  | 2  | 0  | -     | 28   | 5⅓   | 8      | 0      | 4    | 1    | 3      | 8    | 6      |
| 통산 | 2시즌 | 18.82      | 15   | 0    | 0    | 0  | 2  | 0  | 0  | 0.000 | 72   | 11   | 19     | 1      | 20   | 1    | 8      | 26   | 23     |

## 출신 학교
- 서울대영초등학교(전학) → 서울도신초등학교
- 서울 영남중학교(전학) → 개군중학교
- 야탑고등학교